# Romita (Guanajuato)
Romita es una localidad del estado mexicano de Guanajuato. Es la cabecera del municipio de Romita.

## Historia
La localidad fue fundada bajo el nombre de «Nuestra Señora de Guadalupe, Romita de Liceaga» el 29 de abril de 1832 por Pascual Peñaranda (dueño de la Hacienda La Laja), Ignacio Maza Rivas (dueño de la Hacienda La Gavia) y Manuel Amorosta, fraile de la región. Su nombre original refería a la Virgen de Guadalupe y a José María Liceaga, héroe de la Independencia de México y oriundo de la Hacienda La Gavia.
En 1856 el gobernador Manuel Doblado establece el municipio de Romita y establece al poblado de Romita como su cabecera municipal. El 12 de marzo de 1858, durante la Guerra de Reforma, el general conservador Luis G. Osollo derrota a las fuerzas republicanas, comandadas por Manuel Doblado, en las cercanías de Romita. En 1891 el nombre de la población es formalmente acortado a «Romita».

## Demografía
| Gráfica de evolución demográfica |
|                                  |

| Censo | Población |
| ----- | --------- |
| 1900  | 5 392     |
| 1910  | 5 337     |
| 1921  | 4 357     |
| 1930  | 4 721     |
| 1940  | 6 159     |
| 1950  | 7 451     |
| 1960  | 11 912    |
| 1970  | 11 947    |
| 1980  | 14 492    |
| 1990  | 16 535    |
| 2000  | 18 385    |
| 2010  | 21 176    |
| 2020  | 24 757    |